# 왈롱어
왈롱어(프랑스어: wallon)는 로망스어군의 언어로 벨기에 남부의 왈롱 지방에서 사용된다. 프랑스어를 포함하는 오일어에 속하며, 표준 프랑스어와 가까워 프랑스어의 한 방언으로 보기도 한다. 왈롱어는 프랑스어와 발음이나 단어 일부가 다를 뿐인 벨기에 프랑스어와는 다른 언어이다.

## 분포
왈롱어는 벨기에의 왈롱에서 사용된다. 그 밖에
- 프랑스 아르덴주와 노르주의 일부 마을
- 미국 위스콘신주의 그린베이 - 19세기의 이민 영향
- 벨기에의 브뤼셀
- 룩셈부르크의 2-3 마을.

왈롱어는 20세기 중반까지는 널리 사용되었으나, 이제 왈롱의 일부 주민만이 사용할 수 있다. 1970년대 이후에 태어난 젊은 세대는 욕지거리 등 일부 관용적 표현만을 알 뿐이다. 그렇지만 왈롱어는 왈롱 지역의 전통이며, 왈롱의 고유성을 이루는 기반 중 하나이다. 하지만 왈롱인이 독자적인 민족인지의 여부에 대해서는 논쟁의 여지가 있다.

## 같이 보기
- 왈롱인
- 왈롱
- 벨기에 프랑스어